# Mendeleum
Das Mendeleum (ursprünglich: Fürst Johann von Liechtenstein Pflanzenzüchtungsinstitut J. G. Mendel) widmet sich als Teil der  Mendel-Universität in Brünn (Brno) der Pflanzenzucht. Es ist nach Gregor Mendel benannt, der die nach ihm benannten Mendelschen Regeln entdeckte.

## Geografische Lage

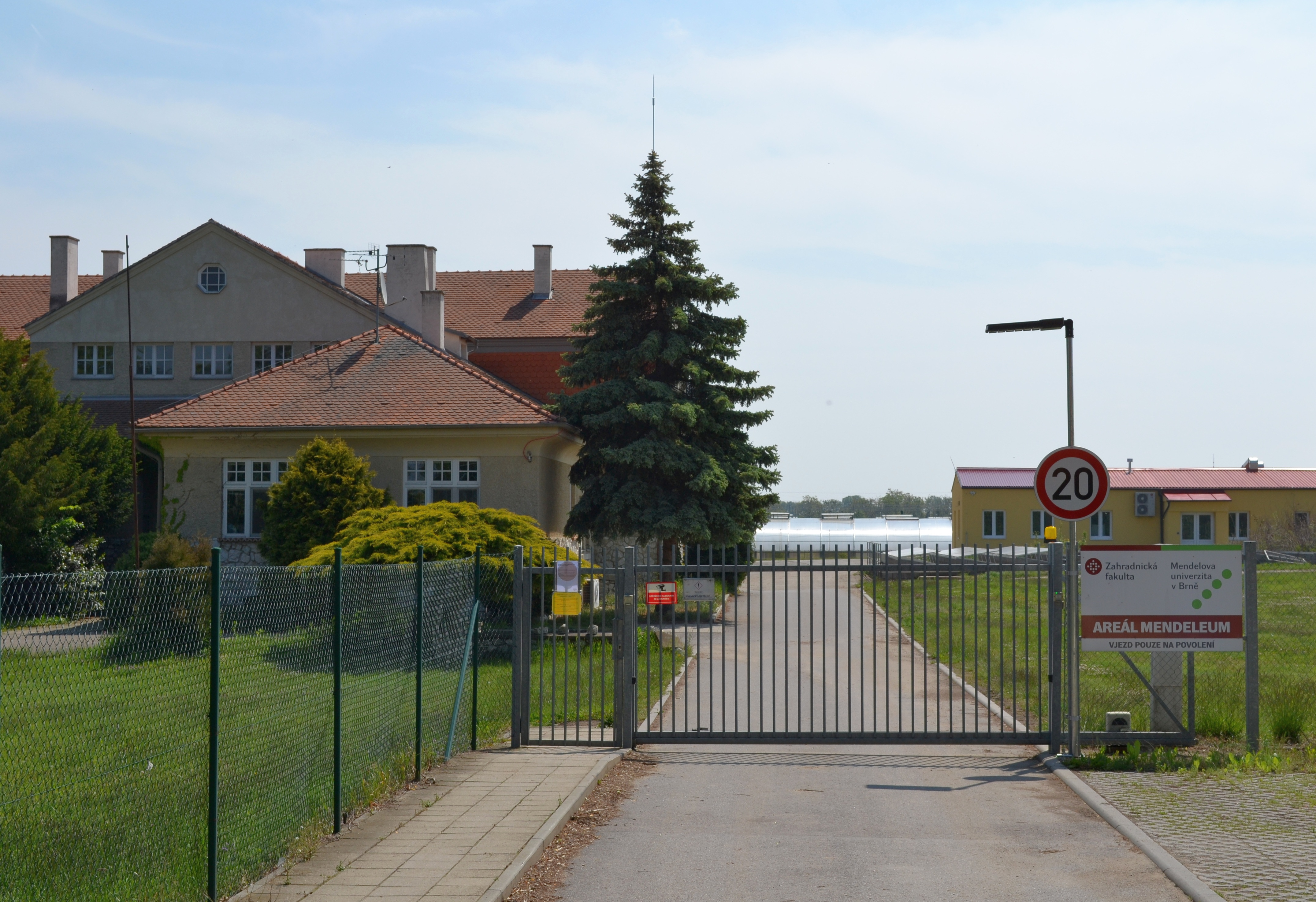
Einfahrt zum Areal des Mendeleums in Lednice

Das Institut liegt als Außenstelle der Universität in Lednice (früher: Eisgrub) und in der Kulturlandschaft Lednice-Valtice, heute ein UNESCO-Welterbe.

## Geschichte
Das Mendeleum ist historisch eng mit der Kulturlandschaft Lednice-Valtice verbunden. Es wurde 1912 gegründet. Beteiligt daran waren Erich Tschermak-Seysenegg, damals Professor an der Wiener Hochschule für Bodenkultur, und Wilhelm Lauche, ebenfalls Dozent an der Hochschule sowie Hofgartendirektor des Fürsten von Liechtenstein und Leiter der Höheren Obst- und Gartenbauschule Eisgrub. Das Projekt wurde vom k.k. Ackerbauministerium für Cisleithanien und Fürst Johann II. von Liechtenstein unterstützt. Der Fürst stellte die Betriebsflächen in seiner Herrschaft Eisgrub zur Verfügung und übernahm einen Teil der Betriebskosten.
Nach dem Ersten Weltkrieg wurde das Mendeleum der Höheren Obst- und Gartenbauschule angegliedert. Nach dem Zweiten Weltkrieg kam es zu mehreren Umorganisationen. Letztendlich wurden das Mendeleum, ebenso wie die Höhere Obst- und Gartenbauschule, Teil der Mendel-Universität in Brünn (Brno).

## Aufgaben
Zielstellung des Forschungsinstituts war und ist die Pflanzenzucht und -veredelung sowie heute auch die Genetik.

## Verwaltungsgebäude
Das Verwaltungsgebäude des Mendeleums wurde nach einem Entwurf von Clemens Kattner 1912 errichtet, der im Jahr zuvor schon die evangelische Kirche im benachbarten Lundenburg gebaut hatte. Das Gebäude weist frühe Formen der Moderne auf und verzichtet nahezu vollständig auf historistischen Dekor. Im Innern gruppieren sich die Räume um eine große, zwei Stockwerke umfassende Halle mit Treppe und symmetrisch angeordneten Umgängen.